# Рок Спрингс (Вајоминг)
Рок Спрингс (енгл. Rock Springs) град је у америчкој савезној држави Вајоминг.

## Демографија
По попису из 2010. године број становника је 23.036, што је 4.328 (23,1%) становника више него 2000. године.
| Група             | 2000.          | 2010.          |
| Белци             | 16.239 (86,8%) | 18.217 (79,1%) |
| Афроамериканци    | 201 (1,1%)     | 323 (1,4%)     |
| Азијати           | 191 (1,0%)     | 248 (1,1%)     |
| Хиспаноамериканци | 1.676 (9,0%)   | 3.771 (16,4%)  |
| Укупно            | 18.708         | 23.036         |